# Manfred Pranger
Manfred Pranger (Hall in Tirol, 1978. január 25.) világbajnok osztrák alpesisíző.
Szlalom-specialista, világkupa-futamgyőzelmeit és világbajnoki címét is ebben a számban szerezte.
Első vk-győzelmét 2005 januárjában szerezte Kitzbühelben, majd két nappal később Schladmingban is győzni tudott. Négy évvel később került hasonló formába, ekkor előbb Wengenben, majd a világbajnokságon, Val-d’Isère-ben győzött.

## Világkupa-győzelmei

### Versenygyőzelmek
Összesen 9 győzelem (mind a 9 műlesiklás)
| Dátum            | Helyszín   | Szakág     |
| ---------------- | ---------- | ---------- |
| 2005. január 23. | Kitzbühel  | Műlesiklás |
| 2005. január 25. | Schladming | Műlesiklás |
| 2009. január 18. | Wengen     | Műlesiklás |